# Glaskin’s Perpetual
Glaskin’s Perpetual ist eine Sorte des Gemeinen Rhabarber (Rheum rhabarbarum).
Die Rhabarbersorte zeichnet sich dadurch aus, dass bereits im ersten Anbaujahr Blattstiele geerntet werden können. Andere Sorten müssen mindestens zwei Jahre angebaut werden, bevor Stiele geschnitten werden können. Die Stiele von Glaskin’s Perpetual sind lang und grünlich gefärbt und bleiben bis zum Ende der Erntezeit, also bis etwa Anfang Juli, zart, wenn andere Sorten bereits bitter und holzig schmecken. Geschmacklich bietet die Sorte einen weiteren Vorteil, denn sie enthält weniger Oxalsäure als alle anderen Rhabarbersorten, so dass beim Essen kein pelziger Geschmack auf der Zunge entsteht und bei der Zubereitung weniger Zucker benötigt wird.